# Багато, багато, багато золота...
«Багато, багато, багато золота…» — науково-фантастичний роман українського радянського письменника Миколи Білкуна, вперше надрукований 1975 року київським видавництвом «Молодь» у твердій обкладинці. Ілюстрації до роману виконав Григорій Васильович Малаков. У 1998 році роман увійшов до збірки «Вибрані твори».

## Сюжет
У США зустрічаються двоє ОУНівців-емігрантів: авантюрист Мечислав Живокіст і Данило Слуп. Живокіст шантажує Слупа фотографіями воєнних часів, щоб змусити працювати на себе. Той погоджується за платню, яку все ж вважає замалою. Живокіст планує набрати з емігрантів команду добровольців, які вирушать в експедицію до острова Сейбла поблизу узбережжя Канади. Сейбл через свої піщані мілини здобув славу «острова затонулих кораблів». Мечислав сподівається знайти наповнені золотом іспанські галеони, які затонули в Атлантичному океані. До нього приєднується француз Нуазе, творець робота «Мідаса», який може дістати золото з глибин океану. Випробування робота проходять успішно, але Нуазе приховує, що «Мідас» мислить по-людськи, а не просто виконує накази. На бік команди також стає злодій Хуан Вертес.
На кораблі «Менхасетта» шукачі скарбів пливуть до Сейбла, де «Мідас» знаходить золотий дзвін. Завдяки цьому Живокіст переконується, що його задум перспективний. Нуазе будує ще шість роботів, які дістають із дна решту золота. Живокіст відвозить його на продаж сержанту Гартману по частинах на кораблі «Ціцелія», маскуючи новим винаходом — полімером «пластролом». Коли він тимчасово покидає корабель, під час шторму Вертес намагається вбити Слупа, але змушений відмовитися від цього в обмін на прісну воду.
Згодом ширяться новини про невловних грабіжників на суші, котрі викрадають золото. Детективи, що їх шукали, зникають. Насправді це «Мідаси» за наказами Живокоста підривають економіку й суспільний лад, щоб Живокіст міг захопити владу. Користуючись обчислювальними можливостями роботів, він торгує на біржі та примножує своє багатство. Потім Живокіст залякує пресу, змусивши її виставляти себе в хорошому світлі. Йому протистоїть магнат Дарлінг, проти якого Живокіст планує використати працівників заводів.
Нуазе підозрює, що Живокіст приховує свою справжню силу. За допомогою власного першого «Мідаса» він дізнається, що Живокіст збудував завод, де виробляються нові роботи, котрі продовжують добувати золото в океані. Пластрол витісняє з ринку пластмаси, майже всі бензозаправки в США тепер належать Живокосту. Він досягає закриття заводів Гартмана, що призводить до широкого невдоволення працівників. Але невдовзі його дедалі більше багатство вдаряє по самому Живокосту — він має багато золота, проте воно знецінюється, настає стрімка інфляція. Живокіст запускає виробництво роботів-поліцейських, аби боротися з протестами, і тоді частина живих поліціянтів стає на бік повстанців. Спільники Живокоста відвертаються від нього. Врешті єдиною його охороною лишаються роботи, але перший «Мідас» проникає в їхні ряди, щоб заарештувати Живокоста. Намагаючись утекти, той потрапляє до мішка, в який роботи збирали золото, і «Мідаси» тягнуть його в океан, де Живокіст тоне.
Невдовзі Нуазе та його робот покидають віллу Живокоста. Робот рятує свого творця від акули. Нуазе розповідає «Мідасу», що насправді креслення роботів виконав у Львові інженер Артемчук, а потім їх викрав батько Живокоста. Нуазе сподівається, що винахід тепер повернеться на батьківщину. Робот вимикається через нестачу енергії, а Нуазе підбирають рятувальники.